# بيلي رينولدز (لاعب كرة قدم أمريكية)
بيلي رينولدز (بالإنجليزية: Billy Reynolds)‏ هو لاعب كرة قدم أمريكية أمريكي، ولد في 20 يوليو 1931 في سانت ماريز في الولايات المتحدة، وتوفي في 2 ديسمبر 2002 في بيدفورد في الولايات المتحدة.

## وصلات خارجية
- بيلي رينولدز على موقع مرجع كرة القدم المحترفة.كوم (الإنجليزية)